# Videogiochi nel 1992

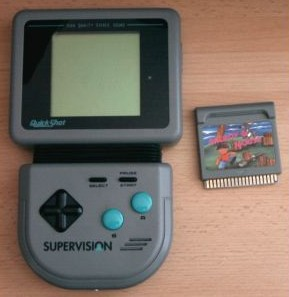
La console Watara Supervision

Eventi rilevanti avvenuti nell'industria dei videogiochi nel 1992. 
Per un elenco delle voci su giochi usciti nell'anno vedi Categoria:Videogiochi del 1992.

## Eventi

### Aziende
- Viene fondata la Crystal Dynamics.
- Viene fondata la Cryo Interactive.

### Hardware
- 1º gennaio — Atari dismette l'Atari 2600 e l'Atari 7800.
- 11 aprile — Nintendo mette in vendita il Super Nintendo Entertainment System in Europa.
- 3 luglio — Nintendo mette in vendita il Super Nintendo Entertainment System in Australia.
- 15 ottobre — SEGA lancia nel Nord America il Sega CD (espansione per Sega Genesis), 11 mesi dopo l'originale Sega Mega CD giapponese. Invece in Giappone JVC lancia la variante Wondermega[1].
- Il PC sorpassa definitivamente l'Amiga nel campo dei personal computer a uso videoludico[1].
- Watara presenta la console portatile Watara Supervision.
- TTI (Turbo Technologies Inc.) presenta la console TurboDuo
- SEGA mette in vendita la console portatile Game Gear in Australia.
- Taito Corporation sviluppa la console Wowow (non messa in vendita)

### Giochi
- 16 aprile — Origin Systems pubblica Ultima VII: The Black Gate[1].
- 27 aprile — Nintendo pubblica Kirby's Dream Land, primo capitolo della serie Kirby[1].
- 5 maggio — Id Software pubblica Wolfenstein 3D, titolo epocale per il genere degli sparatutto in prima persona[1].
- 11 giugno — Lucasarts pubblica Indiana Jones and the Fate of Atlantis per PC e Amiga; per quest'ultimo occupa ben 12 floppy e sarà l'ultima avventura Lucasarts per Amiga[1].
- 27 agosto — Esce Super Mario Kart per Super Famicom, titolo che farà storia per la console e per la sua versione occidentale Super Nintendo[1].
- 8 ottobre — Midway Games pubblica il violentissimo picchiaduro Mortal Kombat in sala giochi; sarà un caso mediatico senza precedenti[1].
- 21 ottobre — Virtua Racing di Yu Suzuki esce nelle sale giochi giapponesi, divulgando la grafica poligonale che presto rivoluzionerà l'industria videoludica[1].
- 21 novembre — Interplay pubblica Alone in the Dark, avventura dinamica poligonale che verrà ricordata come padre formale del survival horror[1].
- Esce Flashback, primo titolo francese a superare il milione di copie vendute nel mondo[1].
- Westwood Studios sviluppa Dune II, che riconfigurerà il genere della strategia in tempo reale[1].
- Sensible Software presenta Sensible Soccer.
- Geoff Crammond sviluppa Formula One Grand Prix.
- SEGA pubblica Night Trap.
- Konami pubblica Lethal Enforcers.

### Classifiche
- I titoli più venduti sono, in ordine decrescente: Wolfenstein 3D (PC), Super Mario Land 2: 6 Golden Coins (Game Boy), Super Mario Kart (SNES), Indiana Jones and the Fate of Atlantis (multiformato), Sonic the Hedgehog 2 (Mega Drive), Alone in the Dark (PC), Ultima Underworld: The Stygian Abyss (PC), Dune II (Amiga 500), Zool (Amiga/ST), Star Control 2 (PC)[1].
- I maggiori successi in sala giochi sono Mortal Kombat, Street Fighter II: Champion Edition, Lethal Enforcers, X-Men, Bomberman, Virtua Racing, Air Combat, Art of Fighting, Warriors of Fate, World Heroes; passerà alla storia come anno d'oro dei picchiaduro[1].
- I sistemi più diffusi sono Amiga 500, Game Boy, NES, PC (MS-DOS), Super Nintendo, Sega Mega Drive, Game Gear, Atari ST, Sega Master System, Commodore 64[1].
- Gli editori con più fatturato sono Nintendo (con ampio distacco), Capcom, Konami, Midway Games, Sega (di maggiore importanza, ma penalizzata dai grandi investimenti su Mega CD e scheda arcade Model 1), Namco, Origin Systems, SNK Corporation, Delphine Software, Id Software[1].